# Élisabeth Philippine Marie Hélène a Franței
Elisabeta a Franței (Élisabeth Philippine Marie Hélène de France ; 3 mai 1764 – 10 mai 1794), cunoscută ca Madame Élisabeth, a fost prințesă franceză, sora mai mică a regelui Ludovic al XVI-lea. În timpul Revoluției franceze, a rămas alături de rege și de familia lui și a fost executată în Piața Revoliției din Paris în timpul Terorii. Ea este privită de Biserica Catolică ca martir și este venerată ca Servitorul lui Dumnezeu.

## Copilărie

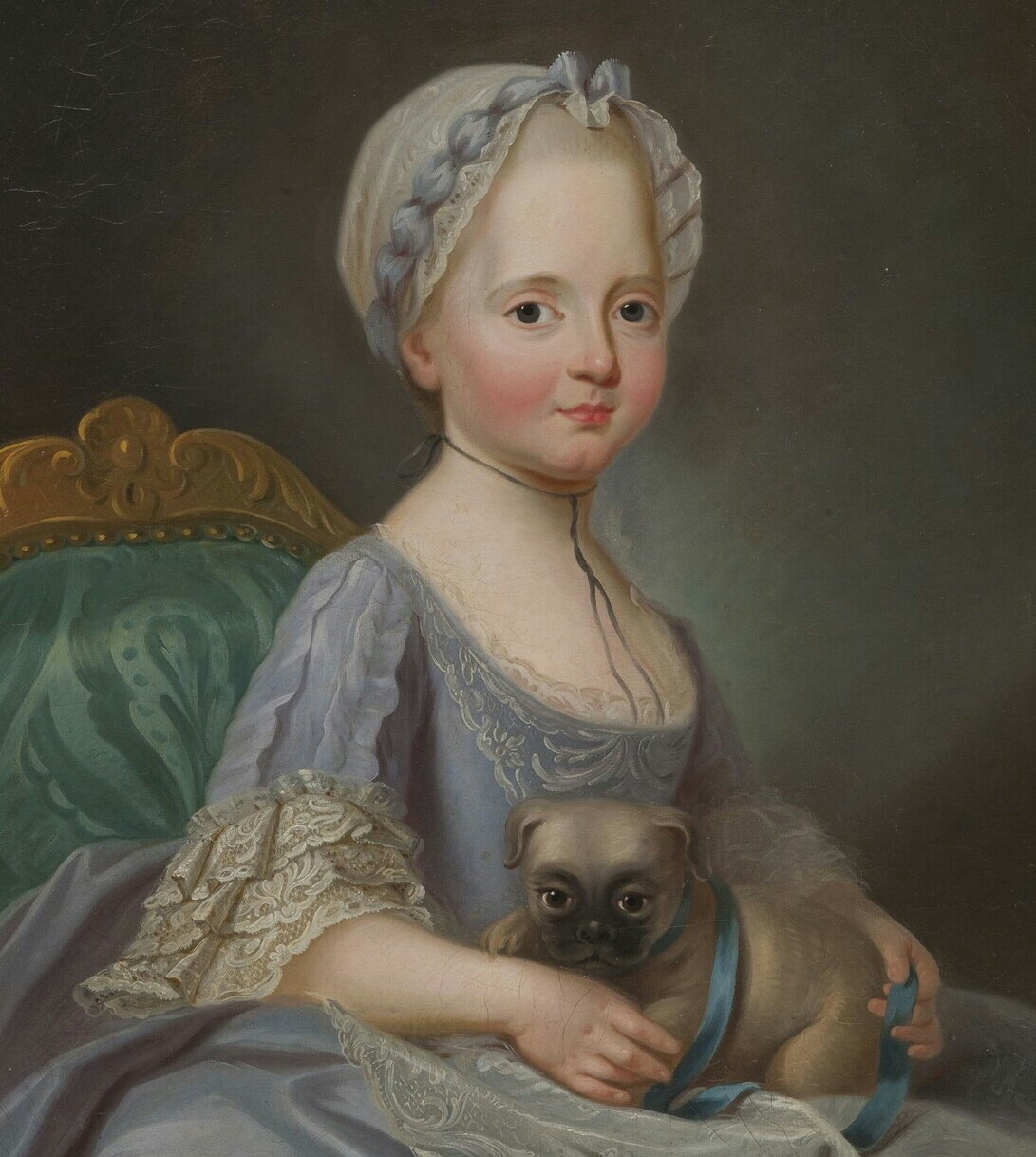
Prințesa Elisabeta Franței în timpul copilăriei pictată de Joseph Ducreux, în jurul anului 1768.

Élisabeth s-a născut la 3 mai 1764 la Palatul Versailles în Franța. A fost cel mai mic copil al lui Ludovic, Delfin al Franței și a celei de-a doua soții, Ducesa Maria Josepha de Saxonia. Bunicii paterni au fost regele Ludovic al XV-lea al Franței și regina Maria Leszczyńska. Ca nepoată a regelui Franței a fost Petite-Fille de France. Bunicii materni au fost regele Augustus al III-lea al Poloniei, elector de Saxonia și arhiducesa Maria Josepha, fiica împăratului Iosif I.
A fost crescută de Marie Louise de Rohan, contesă de Marsan, guvernantă a copiilor Franței și sora Prințului de Soubise. A primit o educație bună. Élisabeth a fost profund religioasă. A fost devotată fratelui său, regele, și a refuzat să se căsătorească ca să poată rămâne în Franța: în 1777, împăratul Iosif al II-lea a sugerat o căsătorie însă Élisabeth a refuzat având consimțământul fratelui său.

## Revoluție
Élisabeth și fratele ei Charles-Philippe, conte d'Artois, au fost conservatorii familiei regale. Spre deosebire de Artois, care, la ordinul regelui, a părăsit Franța la 17 iulie 1789, la trei zile după asaltul Bastiliei,  Élisabeth a refuzat să emigreze. După ce familia regală a fost transferată de la Palatul Versailles la Palatul Tuileries ea a preferat să rămână cu regele și familia sa decât cu mătușile ei Madame Adélaïde și Madame Victoire la Castelul Bellevue.
A corespondat cu contele d'Artois care era în exil iar una dintre scrisori, în care și-a exprimat opinia că ar fi necesară o intervenție străină pentru restabilirea vechiului regim, a fost interceptată de 
Adunarea Națională. 
La 9 mai 1794, a fost transferată la Conciergerie și adusă în fața Tribunalului Revoluționar. A fost acuzată că a furnizat fonduri emigranților, că a încurajat rezistența trupelor regale în timpul evenimentelor din 10 august 1792. În timpul procesului, ea a răspuns, atunci când a fost apelată cu "sora tiranului": "Dacă fratele meu ar fi fost așa cum îi spuneți, nu ați fi fost acolo unde sunteți și nici eu nu aș fi unde sunt". Élisabeth a fost condamnată la moarte și ghilotinată în ziua următoare.

## Cauza beatificării și canonizării
Élisabeth a murit în mirosul sfințeniei. Potrivit doamnei de Genlis, un parfum de trandafiri a străbătut Place de la Concorde după executarea ei.
În 1953, Papa Pius al XII-lea a recunoscut prin decret caracterul eroic al virtuților sale pur și simplu din cauza martiriului ei. Prințesa a fost declarată slujitoare a lui Dumnezeu și cauza beatificării a fost prezentată oficial la 23 decembrie 1953 de cardinalul Maurice Feltin, arhiepiscopul Parisului.
În 2016 cardinalul André Vingt-Trois, arhiepiscopul Parisului, a reactivat cauza beatificării sale. Părintele Abbé Xavier Snoëk, preot paroh al parohiei Sainte-Élisabeth-din Paris, a fost numit postulator al cauzei (biserică situată în vechiul cartier al Templului unde a fost închisă prințesa), iar în mai 2017 a recunoscut asocierea credincioșilor promotori ai cauzei lor.
La 15 noiembrie 2017 cardinalul Vingt-Trois, după consultarea Conferinței episcopale franceze și a nihil obstat al Congregației pentru Cauzele Sfinților din Roma, speră că procesul va duce la canonizarea doamnei Élisabeth, sora lui Ludovic al XVI-lea., 